# Raicilla (bebida)
La raicilla es un destilado mexicano de agave, como el mezcal, obtenida de la destilación que se obtiene de diversos tipos de agave, como son Agave maximiliana, Agave inaequidens, Agave valenciana, Agave angustifolia y Agave rhodacantha entre otros, agaves que son cosechados en el territorio comprendido por la denominación de origen de la raicilla.
Como producto terminado, es un líquido incoloro, aunque puede variar su tonalidad cuando se madura en recipientes de madera, o cuando se aboca sin madurarlo.
En 2014, la producción era de 50 mil litros por cerca de 70 productores tradicionales. Por volumen de producción, los mayores productores de la bebida son los municipios de Mascota y Cabo Corrientes. Las destilerías de esta bebida son conocidas como tabernas.

## Características de la raicilla
Se trata de una bebida que, según se desprende del extracto de la solicitud de Declaración General de Protección de la Denominación de Origen Raicilla, debe ser elaborado al 100% de agave y está permitido realizar destilaciones adicionales con ingredientes diversos para incorporar sabores, además pueden incorporarse directamente ingredientes para lograr sabores en lo que se conoce como abocado.
Su contenido alcohólico debe oscilar entre los 35 y los 55°GL.
La materia prima la constituyen tanto agaves silvestres como cultivados, entre los que se encuentran las especies de Agave maximiliana Baker, A. inaequidens Koch, A. valenciana Cházaro y A. Vázquez, A. angustifolia Haw y A. rhodacantha entre otros, con excepción de A. tequilana Weber cultivar Azul.

## Tipos
Existen dos tipos de raicilla que se clasifican por la región geográfica, así como por los agaves que se utilizan para su producción, con lo que se logran sabores diferentes, éstos son:
- Raicilla de la Costa: es elaborada con A. angustifolia Haw y A. rhodacantha.
- Raicilla de la Sierra: es elaborada con los agaves A. maximiliana Baker, A. inaequidens Koch y A. valenciana.

## Aspectos técnicos de la producción de la raicilla
Dentro del documento de solicitud presentada por el Consejo Mexicano Promotor de la Raicilla, A.C., se señala que, con excepción del agave Tequilana Weber Azul, está permitido para la elaboración de la raicilla, toda clase de magueyes y/o agaves cultivados o silvestres, cuyo desarrollo biológico haya transcurrido en el área geográfica correspondiente a los distintos municipios de los estados de Jalisco y Nayarit que están autorizados para la producción de la bebida. Asimismo, la solicitud indica que "los magueyes o agaves deben estar maduros para cosecharse."
La materia prima debe someterse a un procedimiento específico para obtener raicilla, a saber:
- Jimado: a los magueyes o agaves maduros se les realiza el corte de las hojas o pencas para dejar al descubierto la cabeza o piña.
- Cocción: las cabezas del agave se someten a cocimiento dentro de hornos de pozo, mampostería o autoclave.
- Molienda: luego de la cocción, las cabezas se someten a un proceso de molienda dentro de una tahona, molino egipcio o chileno, desgarradora, trapiche, o tren de molinos.
- Fermentación: se coloca el producto molido dentro de recipientes de madera, piletas de mampostería o tanques de acero inoxidable.
- Destilación: una vez que el producto ha fermentado, se separan los componentes en alambiques, destiladores continuos, discontinuos o columnas de cobre o acero inoxidable.

## Categorías
Dependiendo del proceso que sea utilizado, se pueden obtener tres categorías de raicilla, que son:
- Raicilla: que es la producida a través de cualquiera de los procesos, sin establecerse una normatividad especial salvo que se utilicen las materias primas y los procesos determinados para su producción.
- Raicilla artesanal: para su elaboración se requiere cumplir con al menos las siguientes etapas y equipo, que son el jimado, la cocción en hornos de pozo o elevados de mampostería calentados con gas o leña, la molienda con mazo, tahona, molino chileno o egipcio, trapiche o desgarradora de golpe, fermentación en oquedades en piedra, suelo o tronco, piletas de mampostería, recipientes de madera o barro, pieles de animal, cuyo proceso incluir la fibra del maguey (bagazo) y destilado con fuego directo en alambiques de caldera de cobre u olla de barro y montera de barro, madera, cobre o acero inoxidable hasta 500 litros; cuyo proceso puede incluir la fibra del maguey bagazo).
- Raicilla ancestral: para su elaboración se debe cumplir con las siguientes etapas y equipo: cocción en hornos de pozo, molienda con mazo sobre canoa o pileta de madera, tahona, molino chileno o egipcio, fermentación en oquedades en piedra, suelo o tronco, piletas de mampostería, recipientes de madera o barro, pieles de animal, cuyo proceso debe incluir la fibra del maguey (bagazo), destilación con fuego directo producido con leña en olla de barro y montera de barro o madera; cuyo proceso debe incluir la fibra del maguey (bagazo).

## Variedades
La raicilla puede someterse a distintos tratamientos para dar origen a las siguientes variedades:
- Raicilla blanco o Plata: esta variedad es translúcida, luego de su destilado no es sujeta a ningún tipo de proceso posterior.
- Raicilla joven: es una variedad que puede ser translúcida o un poco amarillenta, luego de su destilado puede ser mezclado con otra variedad (generalmente el reposado) de manera posterior.
- Raicilla envejecida o madurada en vidrio: raicilla estabilizada en recipiente de vidrio por más de 12 meses, bajo tierra o en un espacio con variaciones mínimas de luminosidad, temperatura y humedad.
- Raicilla reposada u oro: debe permanecer entre 2 y 12 meses en recipientes de madera, en un espacio con variaciones mínimas de luminosidad, temperatura y humedad.
- Raicilla añejada: raicilla que debe permanecer más de 12 meses en recipientes de madera, en un espacio con variaciones mínimas de luminosidad, temperatura y humedad.
- Abocado con raicilla: se deben incorporar directamente a la raicilla otros ingredientes para incorporar nuevos sabores.
- Destilado con raicilla únicamente artesanal o tradicional: Se somete a una destilación adicional, con ingredientes para incorporar sabores.

## Denominación de origen
La raicilla cuenta con denominación de origen desde el 28 de junio de 2019, otorgada por el gobierno mexicano para ser producida en las zonas de la Sierra Madre Occidental, la Sierra de Amula, la Costa Sur y la Costa Norte, dentro de los estados de Jalisco y Nayarit.
A nivel internacional, el gobierno mexicano registró la denominación de origen de la raicilla ante la Organización Mundial de la Propiedad Intelectual, conforme al Sistema de Lisboa, en 2019, para el mismo territorio.

### Municipios
La denominación de origen abarca los municipios de Atengo, Chiquilistlán, Juchitlán, Tecolotlán, Tenamaxtlán, Puerto Vallarta, Cabo Corrientes, Tomatlán, Atenguillo, Ayutla, Cuautla, Guachinango, Mascota, Mixtlán, San Sebastián del Oeste y Talpa en Jalisco. Además de Bahía de Banderas, en Nayarit (total de 17 municipios).